# 2006年トリノオリンピックのベラルーシ選手団
2006年トリノオリンピックのベラルーシ選手団（2006ねんトリノオリンピックのベラルーシせんしゅだん）は、2006年2月10日から2月26日までイタリアのトリノで開催された2006年トリノオリンピックのベラルーシ選手団、およびその競技結果。

## 概要
今大会は、銀メダル1個を獲得した。

## メダル
| メダル | 選手名                   | 競技                 | 種目           |
| ------ | ------------------------ | -------------------- | -------------- |
| 銅     | ドミトリー・ダシンスキー | フリースタイルスキー | 男子エアリアル |